# Sibon carri
Espèce
Synonymes
- Tropidodipsas carri Shreve, 1951

Sibon carri  est une espèce de serpents de la famille des Dipsadidae.

## Répartition
Cette espèce se rencontre au Guatemala, au Honduras et au Salvador.

## Étymologie
Cette espèce est nommée en l'honneur d'Archie Carr.

## Publication originale
- Shreve, 1951 : A new snake of the genus Tropidodipsas from Honduras. Copeia, vol. 1951, no 1, p. 52.